# Speechless (chanson de Michael Jackson)
Pour les articles homonymes, voir Speechless.
Pistes de Invincible
Butterflies
(7) Watts
(9)
Speechless est une chanson de Michael Jackson que l'on retrouve sur son album Invincible, sorti en 2001. Elle a été écrite et composée par Michael Jackson. 
Sorti le 21 juin 2001, le titre ne fut disponible qu'en single promotionnel en Corée du Sud. On retrouve également Speechless dans la version française de la  compilation King of Pop (2008) et cette chanson aurait dû être chantée par Michael Jackson lors des concerts This Is It (2009).

## Histoire
Speechless était l'une des nombreuses chansons écrites pour l'album Invincible. Avec The Lost Children, elles sont les deux chansons de l'album écrites, composées et produites uniquement par Michael Jackson. Speechless est aussi la plus courte chanson de l'album (la durée est de 3:18 min). Le titre a été écrit par l'artiste en souvenir des moments passés avec son jeune ami allemand Anton Schleilter.

## Crédits
- Écrit et Composé par : Michael Jackson
- Arrangements par : Michael Jackson
- Orchestre arrangé et enregistré par : Jeremy Lubbock et Michael Jackson
- Claviers : Brad Buxer
- Harpe : Michael Jackson
- Violon : Peter Kent, John Wittenberg, Robin Lorentz, Kristin Fife et Gina Kronstadt
- Alto : Thomas Tally
- Mixé par : Bruce Swedien